# Малое Ново
Малое Ново — деревня в Череповецком районе Вологодской области.
Входит в состав Судского сельского поселения, с точки зрения административно-территориального деления — в Судский сельсовет.
Расстояние по автодороге до районного центра Череповца — 47 км, до центра муниципального образования Суды — 5 км. Ближайшие населённые пункты — Малый Исток, Большое Ново, Леонтьевка.
По переписи 2002 года население — 107 человек (48 мужчин, 59 женщин). Преобладающая национальность — русские (96 %).